# غونه (فجیره)
 غونه  (در عربی:  الغُونَة ) روستای کوچکی از توابع شهر دبا الفجیره از توابع امارت فجیره از امارات هفتگانه دولت امارات متحده عربی و در شبه جزیره عربستان واقع شده‌است. این روستا در کرانهٔ دریای عمان واقع شده‌است. روستا در روی تپه ی و درپایهٔ زنجیره کوه حجر در منطقه (رؤوس جبال) قراردارد، به‌طوری‌که از ناحیه مشرق بادریا ملاصق است و از ناحیه مغرب رؤوس جبال مانند قوسی بر فراز «روستا» واقع شده‌است.

## جمعیت
جمعیت آن ۱۹۵ نفر (۷ خانوار) می‌باشند که از اهل سنت و مالکی مذهب هستند. شغل عمدهٔ مردم روستا ماهی گیری وتجارت است.